# Radôstka
Radôstka (bis 1927 slowakisch „Radôska“; ungarisch Radoska – bis 1907 Radvoszka) ist eine Gemeinde in der Nord-Mitte der Slowakei mit 770 Einwohnern (Stand 31. Dezember 2024), die zum Okres Čadca, einem Teil des Žilinský kraj gehört.

## Geographie
Die Gemeinde befindet sich im Bergland Kysucká vrchovina im engen Tal des Baches Radôstka, der am unteren Ende des Dorfes in die Bystrica mündet. Das 13,17 km² große Gemeindegebiet ist von braunen Waldböden bedeckt. Das Ortszentrum liegt auf einer Höhe von 487 m n.m. und ist 19 Kilometer von Čadca sowie 32 Kilometer von Žilina entfernt.
Die Gemeinde besteht eigentlich aus vielen im Tal zerstreuten Einzelsiedlungen (slowakisch kopanice). Diese sind: Brníkovia, Ďuricovia, Fúskovia, Horcovia, Hulákovia, Jaškovci, Kadášovia, Kalužníci, Klieščovia, Krasotín, Labantovia, Mazúrovia, Meriadov, Skaličanovia, Sobolčinovia und Vranovia.

## Geschichte
Radôstka entstand im frühen 17. Jahrhundert in einer Lichtung auf damaligem Gemeindegebiet von Stará Bystrica und wurde zum ersten Mal 1662 als Radwosztka schriftlich erwähnt. Das Dorf gehörte zum Herrschaftsgut der Burg Strečno. 1787 zählte man 68 Häuser und 443 Einwohner, 1828 waren es 85 Häuser und 645 Einwohner.

## Bevölkerung
| Jahr                | 1994 | 2004    | 2014    | 2024    |
| ------------------- | ---- | ------- | ------- | ------- |
| Anzahl der Personen | 852  | 886     | 829     | 770     |
| Unterschied         |      | +3,99 % | −6,43 % | −7,11 % |

| Jahr                | 2023 | 2024    |
| ------------------- | ---- | ------- |
| Anzahl der Personen | 779  | 770     |
| Unterschied         |      | −1,15 % |

Nach der Volkszählung 2011 wohnten in Radôstka 840 Einwohner, davon 821 Slowaken und zwei Tschechen. 17 Einwohner machten keine Angaben. 821 Einwohner bekannten sich zur römisch-katholischen Kirche, je ein Einwohner zur evangelischen und orthodoxen Kirche und ein Einwohner war anderer Konfession. Bei 16 Einwohnern ist die Konfession nicht ermittelt.
Ergebnisse nach der Volkszählung 2001 (888 Einwohner):
| Nach Ethnie: - 98,42 % Slowaken - 0,79 % Tschechen | Nach Konfession: - 98,20 % römisch-katholisch - 1,58 % keine Angabe - 0,11 % konfessionslos |

## Bauwerke
- römisch-katholische Swierad-und-Benedikt-Kirche, 1998 gebaut

## Infrastruktur
Die grundlegende Infrastruktur ist teilweise ausgebaut: es gibt Wasserleitungen sowie eine fast vollständige Gasleitung, es fehlt die Kanalisation sowie Anschluss an eine Kläranlage. Das nächste Postamt ist in Stará Bystrica, im Ort sind ein Kindergarten sowie eine Grundschule (bis zur vierten Klasse) vorhanden.